# Joseph-Alexis Walsh
Pour les autres membres de la famille, voir Famille Walsh.
Joseph-Alexis Walsh, dit le vicomte Walsh, est un administrateur, journaliste et homme de lettres français né le 25 avril 1782 à Saint-Georges-sur-Loire et mort le 11 février 1860 à Paris.

## Biographie
Joseph Alexis Walsh est le petit-fils d'Antoine Walsh par son père et de François Jacques Walsh de Serrant par sa mère.
Nommé inspecteur de la Librairie dans les départements de l'Ouest en 1810, Joseph de Walsh passe commissaire du roi près la Monnaie de Nantes, puis directeur des postes, à Nantes, sous la Restauration. 
Se consacrant aux lettres et à la presse, auteurs de divers ouvrages religieux et monarchiques, il collabore notamment à La Mode, à La Gazette de France et à L'Union monarchique, et dirige La Gazette de Normandie, L'Écho de la Jeune France, l'Encyclopédie Catholique. Il joue un rôle important dans la presse légitimiste sous la monarchie de Juillet.

### Descendance
Le 7 décembre 1803, il se marie avec Madeleine Pauline Bouhier de La Bréjolière (1779-1847), dont :
- Edouard Walsh (1806-1884)
- Arthur Walsh (1808-1880)
- Olivier Edmond (1817-1883), chambellan de l'Empereur Napoléon III, officier de la Légion d'Honneur (1865)[2]

## Œuvres
- Lettres vendéennes, ou Correspondance de trois amis, en 1823. Paris : Adrien Egron, 1825, 454 p.
  - Lettres vendéennes, ou Correspondance de trois amis, en 1823, Dédiées au Roi. Deuxième édition, revue, corrigée et augmentée de plusieurs lettres. Tome premier. Louvain : Chez Vanlinthout et Vandenzande, 1826, VIII+312 p. [Bibliothèque Catholique de la Belgique, 4e ouvrage pour 1826]
  - Lettres vendéennes ou correspondance de trois amis en 1823 dédiées au roi. Tome premier [-troisième], Quatrième édition, revue, corrigée et augmentée d'une lettre en réponse au constitutionnel, Paris : L. F. Hivert, 1829
  - Lettres Vendéennes, ou, Correspondance de trois amis. Nouvelle édition, revue, corrigée, augmentée de plusieurs lettres, Tournai : J. Casterman, 1842, 383 p.
  - Lettres vendéennes ou correspondance de trois amis en 1823 : dédiées au Roi. 10e éd., Paris : J. Vermot et Cie, [1874?]
  - Lettres vendéennes ou correspondance de trois amis en 1823 (...) 11e éd., Paris : J. Vermot et Cie, [18..]
- Lettres sur l'Angleterre ou Voyage dans la Grande-Bretagne en 1829. Louvain : F. Michel, 1830, VIII+288 p.
- Mélanges. Feuilletons politiques et littéraires. Scènes contemporaines, chez L.F. Hivert Libraire-Éditeur à Paris et Fleury Libraire à Rouen, 1832
- Explorations en Normandie : Rouen.  Rouen : Chez E. Le Grand, 1835
- Tableau des fêtes chrétiennes. Paris : Bibliothèque Universelle de la Jeunesse, 1837
  - Tableau poétique des fêtes chrétiennes, 2e éd. entièrement rev., corr. et augm. de six chapitres, Paris : L. F. Hivert, 1843; id., 3e éd. 1846, 467 p.
  - Tableau poétique des fêtes chrétiennes. Paris : J. Vermot, [s.d.]
- Journées mémorables de la Révolution française racontées par un père à ses fils, ou, Récit complet des événements qui se sont passés en France depuis 1787 jusqu'en 1804. Paris : Librairie de Poussielgue-Rusand, 5 vol., 1839-1840; id., 3 vol., Tournai : Casterman, 1840
- Souvenirs et impressions de voyage. Tours : A. Mame et Cie, 1842, 375 p.
  - Souvenirs et impressions de voyage. 5e édition. Tours : A. Mame et Cie, 1858
- Le fratricide ou Gilles de Bretagne : chronique du Moyen-Age. 3e éd., Paris, L.F. Hivert, 1842, 392 p.
  - Le fratricide ou Gilles de Bretagne. Paris : J.Vermot, 1853, XII+488 p.
- Souvenirs de cinquante ans. Paris : Au bureau de 'La Mode', 1845
  - Souvenirs de cinquante ans. Paris : J. Vermot, [1862]
  - Souvenirs de cinquante ans. Paris : A. Rigaud, [1873]
- Saint Louis et son siècle. Tours : R. Pornin et cie, 1846, 497
  - Saint Louis et son siècle ; orné de portraits et de gravures sur acier par MM. Rouargue Frères, Tours : Mame et cie, 1847, 497 p.
  - Saint Louis et son siècle. Nouvelle édition, Tours : Mame et cie, 1849; id., 1851, 468 p.; id.,  1854, 468 p.; id.,  1859, 468 p.
  - Saint Louis et son siècle.  Éd. Belge, revue et corrigée en quelques endroits, Liège : H. Dessain, 1854, 406 p.
  - Saint Louis et son siècle. Nouvelle éd., Tours : Alfred Mame et Fils, 1868, 358 p.; id., 1869, 347 p.; id.,1872, 347 p.; id., 1876, 349 p.; id., 1878, 349 p.; id.,1881, 351 p.; id., 1885, 365 p.
- Tableau poétique des sacrements, augm. d'une lettre de notre Saint-Père le pape Pie IX. Paris : J. Vermot, [1852?]
- Yvon le Breton, ou Souvenirs d'un soldat des armées catholiques et royales. Paris : J. Vermot, [1854]
- Les massacres de Septembre. Paris : H. Gautier, 1892

## Sources
- Littérature française depuis ses origines jusqu'à nos jours (1906)